# Kolumbianische Küche
Die kolumbianische Küche ist die Küche des südamerikanischen Staates Kolumbien. Wie viele Landesküchen des nördlichen Südamerikas und des benachbarten Mittelamerikas weist sie spanische, zentralafrikanische und indigene Einflüsse auf.

## Einflüsse
Zu den das Gebiet des heutigen Kolumbiens bewohnenden Indianerstämmen der präkolumbianischen Ära zählen die Muiscas, deren Essgewohnheiten leidlich erforscht sind. Erhalten hat sich die Bedeutung des Mais als wichtigstes Lebensmittel der Region. Die Muiscas kultivierten außerdem Bohnen, Chilis, Kartoffeln, Kürbisse, Maniok, Quinoa und Tomaten und brauten das heute noch gängige Chicha-Bier. Indigene stellen heute gut 3 % der Bevölkerung; ein großer Teil davon wohnt eher abgelegen in den Andenregionen und im Amazonasgebiet im Südosten Kolumbiens und hat sich Koch- und Esstraditionen zum Teil erhalten.
Zu Beginn des 16. Jahrhunderts begann die Besiedelung des heutigen Kolumbiens durch die Spanier. Die Kolonialherren führten Pflanzen wie Bohnen, Reis und Weizen und Gewürze wie Kreuzkümmel, Oregano und Zimt ein. Außerdem etablierten sie die Haltung von Hühnern, Rindern und Schweinen als Nutztiere. Die Spanier etablierten auch einen kulturellen Austausch zwischen den Küsten- und Andenregionen, indem sie Handelsrouten zwischen von ihnen gegründeten Siedlungen in den Anden und den Küstenregionen einrichteten.
Die indigene Urbevölkerung wurde von den spanischen Kolonialherren als Arbeitskräfte eingesetzt, durch eingeschleppte Krankheiten wie Masern oder Pocken aber schnell dezimiert. Ersatz wurde in Sklaven aus Zentralafrika gefunden. Die Sklaven brachten Zubereitungsweisen ihrer Heimat sowie einige Zutaten wie die Okraschote mit. In den an die Pazifikküste angrenzenden Regionen machen die Nachfahren afrikanischer Sklaven noch heute 90 % der Bevölkerung aus und prägen die dortige Küche.

## Regionen
Bedingt durch unterschiedliche Lebens- und Vegetationsbedingungen sowie ethnische Konzentration im an Küste, aber auch an Bergen reichen Kolumbien haben sich im Laufe der Zeit unterschiedliche Regionalküchen herausgebildet. Die Abgrenzung gestaltet sich schwierig; unterschiedliche Autoren benennen unterschiedlich viele Regionen. Die Einteilungen der drei Autoren bzw. Herausgeber María Lía Neira Restrepo, Carlos Ordóñez Caicedo und Benjamin Villegas ergibt folgende von allen definierten Regionen:
1. Karibikküste
2. Antioquia und Viejo Caldas
3. Cundinamarca und Boyacá Altiplano
4. Santander und La Guarija
5. Tolima Grande
6. Amazonia und Llanos

Ordóñez Caicedo und Villegas definieren darüber hinaus Gran Cauca als eigenständige Küchenregion, Neira Restrepo und Ordóñez Caicedo die Pazifikküste, in der über 90 % der Bevölkerung afrikanische Wurzeln haben. Villegas billigt außerdem der Hauptstadt Bogotá eine eigenständige Küche zu. In der Region rund um die Hauptstadt, die mit 2600 Metern im internationalen Vergleich recht hoch gelegen ist und deshalb über eine mittlere Tageshöchsttemperatur von nur 16 °C verfügt, sind Suppen und Eintöpfe beliebter als im Rest des Landes.

## Lebensmittel und Zutaten
Die wichtigsten Zutaten der kolumbianischen Küche sind die seit präkolumbianischen Zeiten kultivierten Nutzpflanzen Mais, Maniok und Kartoffel. Obwohl der kolumbianischen Küche eine starke Fleischlastigkeit nachgesagt wird, ist der Fleischverzehr pro Kopf im weltweiten Vergleich mit 44 kg pro Kopf unterdurchschnittlich und beträgt ein Drittel dessen, was in den USA verzehrt wird. Am beliebtesten ist mit deutlichem Abstand (27 kg pro Kopf) Geflügel, dahinter folgt Rindfleisch (12 kg pro Kopf).
Die Region Santander ist bekannt für ihre Ziegenfleischgerichte. In Santander werden außerdem Blattschneiderameisen (Atta laevigata) als Lebensmittel verwendet. In Südkolumbien ist Meerschweinchen (Cuy) als Fleischlieferant verbreitet. An der Karibikküste wird viel Fisch verwendet; ein beliebter Speisefisch ist der Mojarra. Im Binnenland wird viel Süßwasserfisch verwendet, darunter der in der Amazonasregion vorkommende Arapaima. In der Küche der Küstenregionen wird häufig Annatto zum Färben von Lebensmitteln und Gerichten eingesetzt. Ein vielfach verwendetes Küchenkraut, das außerhalb Kolumbiens selten verwendet wird, ist das Kleinblütige Knopfkraut.
Obst wird nicht nur für den Export produziert, sondern stellt auch eine signifikante Nahrungsquelle dar. Produziert werden u. a. Amazonas-Guave (Eugenia stipitata), Brasilianische Guave, Drachenfrucht, Erdbeerguave und Kapstachelbeere (Physalis). In den Andenregionen (insbesondere den Departamentos Cundinamarca und Boyacá) können wegen des kühleren Klimas Äpfel, Birnen, Pflaumen und Pfirsiche angebaut werden.

## Esskultur
Das Frühstück der urbanen Bevölkerung fällt eher leicht aus, im ruralen Raum ist es herzhaft und reichhaltig. Wichtigste Mahlzeit des Tages ist das Mittagessen, während das Abendessen etwas leichter ausfällt. Im Dienstleistungssektor gleicht sich die Bedeutung der Mahlzeiten nach und nach internationalen Verhältnissen an.
Grillen nimmt in der Küche der Llanos immer noch einen gewichtigen Platz ein. Das ostkolumbianische Barbecue heißt Ternera a la llanera (Kalb nach Art der Llanos). In der ursprünglichen Zubereitungsvariante, die den Gegebenheiten der weiträumigen Viehzucht geschuldet ist, wurden große Stücke Kalbfleisch auf lange Stöcke gespießt, die kegelartig über einem Holzfeuer positioniert wurden. Heutzutage werden auch Metallspieße und Holzkohlegrills verwendet.
Der Anbau von Kaffee hat in Kolumbien Tradition und ist weit verbreitet, und die Kaffeeanbaugebiete des zentralen Hochlands sind seit 2011 als „Landschaft der Kaffeekultur“ („Coffee Cultural Landscape“) Teil des UNESCO-Welterbes. Eine einheimische Kaffee-Trinkkultur findet jedoch kaum statt; zwar wird viel Kaffee getrunken, jedoch häufig in Form von Instantkaffee. Ein oft mit der Weihnachtszeit assoziiertes Getränk ist Champús.
Bedingt durch den gut 50 Jahre andauernden bewaffneten Konflikt in Kolumbien war Esskultur lange Zeit ein Thema von untergeordneter Bedeutung. Seit 2016 erfährt die kolumbianische Küche wieder Einflüsse von außerhalb des Landes, und der Gastronomiesektor vergrößert sich rasant. In Popayán findet seit 2003 jährlich ein von der UNESCO geförderter „gastronomischer Kongress“ statt, der das kulturelle Erbe der kolumbianischen Küche beleuchtet sowie die Küche von Gastländern vorstellt. 2014 wurde bei den Gourmand Cookbook Awards in Peking ein kolumbianisches Buch zum besten Kochbuch aus einer Auswahl von 15.000 Büchern aus 184 Ländern gewählt.

## Gerichte

### Frühstück
Im ruralen Raum umfasst das Frühstück neben Arepas, Reis, Bohnen, Kochbananen und Eiern auch Fleisch. Suppen und Eintöpfe sind weitere gängige Bestandteile des Frühstücks. Die Bezeichnung für ein Frühstück, das neben Reis und Bohnen Reste des Abendessens vom Vortag enthält, ist Calentado. Rührei wird in Form von Huevos Pericos mit Tomaten, Zwiebeln und Arepas serviert. Ein Pandebono ist ein auf Maismehl basierendes Käsebrötchen.

### Suppen und Eintöpfe
Ajiaco ist eine Kartoffelsuppe mit Mais und Huhn. Mazamorra ist mit Milch aufgegossener, gekochter Mais, der mit Panela garniert wird. Abhängig vom Maisanteil wird das Gericht als Suppe oder als Getränk konsumiert. Changua ist eine Suppe mit Milch und Eiern, die im Raum Bogotá zum Frühstück gegessen wird. An der Karibikküste ist Rondón anzutreffen, ein Eintopfgericht mit je nach Geschmack unterschiedlichem Fisch sowie Meeresfrüchten, einer stärkehaltigen Komponente wie Kochbananen, Maniok oder Süßkartoffeln, Kokosmilch, diversen Gemüsen und Gewürzen sowie gelegentlich Schweineschwänzen oder kleinen Weizenklößchen. Unter dem Namen Tapao de pescado und mit Tomaten und Zwiebeln als Zutaten ist Rondón auch an der Pazifikküste anzufinden. Sancocho ist eine eintopfartige Suppe auf Basis von Huhn und Maniok, die in diversen Varianten im gesamten spanischsprachigen Mittelamerika verbreitet ist. Sopa de guandú con carne salada ist eine an der Karibikküste häufig anzutreffende Suppe mit Kichererbsen und gesalzenem Fleisch als Hauptzutaten. Sopa de mute ist eine in Santander und Boyacá beliebte Suppe auf Basis von Fleisch, Mais, Kartoffeln, Kichererbsen und verschiedenen weiteren Gemüsen.

### Hauptgerichte
Das Reisgericht Pepitoria aus der Region Santander enthält traditionell Ziegeninnereien, Ziegenblut und Brotkrumen; die Innereien und das Blut werden heutzutage häufig durch Ziegenfleisch ersetzt. Das wegen seiner günstigen Zutaten gängigste Gericht an der Karibikküste ist gebratener oder in Kokosmilch und Annatto gekochter Fisch mit Kochbananen und Reis. Ebenfalls typisch für die Karibikküste ist Posta Negra, ein Schmorgericht auf Basis von Rindfleisch, dessen dunkle, süßliche Sauce Cola enthält. Bandeja paisa (etwa: Anden-Teller), ein gemischter Teller mit verschiedenen Sorten Fleisch und Wurst, Bohnen, Reis, Brot und weiteren Beilagen, wird mit der Region Antioquia und ihrer Hauptstadt Medellín assoziiert und wurde in den 2000er-Jahren erfolglos als Nationalgericht Kolumbiens vorgeschlagen. Lechona, ein im Ganzen zubereitetes, mit Erbsen, Zwiebeln, Reis und Gewürzen gefülltes Schwein, wird mit der Region Tolima assoziiert.

### Beilagen und Saucen
Ají ist eine auch in den umliegenden Andenländern populäre Würzsauce aus Tomaten, Koriander, Zwiebeln und Chilis, die zu vielen Hauptgerichten und Beilagen gereicht wird. Kokosreis mit Rosinen ist eine beliebte Beilage der Küche der Karibikküste. Patacones sind frittierte Scheiben von der Kochbanane, die zu vielen Gerichten gereicht werden und auch in Panama eine geläufige Beilage darstellen.

### Imbissgerichte
Arepas sind kleine, etwas dickere Maisfladen, die als Beilage zu allen Mahlzeiten gegessen oder mit weiteren Zutaten belegt oder gefüllt werden; eine für die Karibikküste typische Variante wird mit Ei gefüllt. Buñuelos sind frittierte Teigbällchen, die mit einem Dip gegessen werden. Carimañolas sind mit gewürztem Hackfleisch gefüllte, frittierte Teigtaschen aus Maniokmehl. Tamales sind in ganz Mittelamerika und im nördlichen Südamerika beliebt und werden in Kolumbien in Bananenblättern gegart.

### Desserts
Bolas de alegría sind Bällchen aus Puffmais, Kokosraspeln und Panela. Enyucados sind mit Anis gewürzte Blechkuchen auf der Basis von Maniok, die an der Karibikküste gegessen werden.

## Getränke
Obst wird in Kolumbien wie überall in Mittelamerika großflächig angebaut. Während andernorts in der Region oftmals für den Export produziert wird, produziert Kolumbien viel für den Binnenmarkt: Das Land hat nach Neuseeland weltweit den zweithöchsten Pro-Kopf-Verbrauch an Fruchtsäften. In Südwestkolumbien ist Champús gängig, ein Getränk aus zerstoßenem Mais, Panela, Früchten wie Ananas, Lulo, Quitte oder Stachelannone sowie Gewürzen wie Nelken und Zimt und Blättern des Orangenbaums. Aus Lulos wird primär in Valle del Cauca an der Pazifikküste das Smoothie-artige Getränk Lulada hergestellt. Ein weit verbreiteter Softdrink ist Colombiana, eine Brause des Herstellers Postobón mit Tamarindenaroma.
Historisch bedeutende und auch heute noch vorkommende Getränke sind das bierähnliche Chicha und der Zuckerrohrschnaps Guarapo. Bier wurde im ausgehenden 19. Jahrhundert durch den deutschen Auswanderer Leo Kopp eingeführt; die von Kopp gegründete Brauerei Bavaria ist heute die zweitgrößte Brauerei Südamerikas und gehört seit 2005 zu SABMiller (heute Anheuser-Busch InBev). Biermischgetränke sind auch in Kolumbien populär; eine Besonderheit ist Refajo, die Bezeichnung für ein Biermischgetränk aus Bier und Colombiana.
Aguapanela, mit Panela aufgekochtes Wasser, wird heiß oder kalt getrunken und auch als Basis für die Zubereitung von Kaffee genutzt. Das Getränk wird oft mit dem Frühstück assoziiert. Canelazo ist ein heiß getrunkenes, alkoholisches Mischgetränk aus Schnaps, Panela, Zimt und Zitronensaft, das in den kühleren Andenregionen gängig ist. Ebenfalls in den Andenregionen wird Chirrinche hergestellt, eine fermentierte Mischung aus Zuckerrohrsaft und Wasser, die mit diversen Kräutern versetzt wird. Masato ist ein fermentiertes Getränk aus Maniok, Reis, Mais und Ananas.

## Galerie

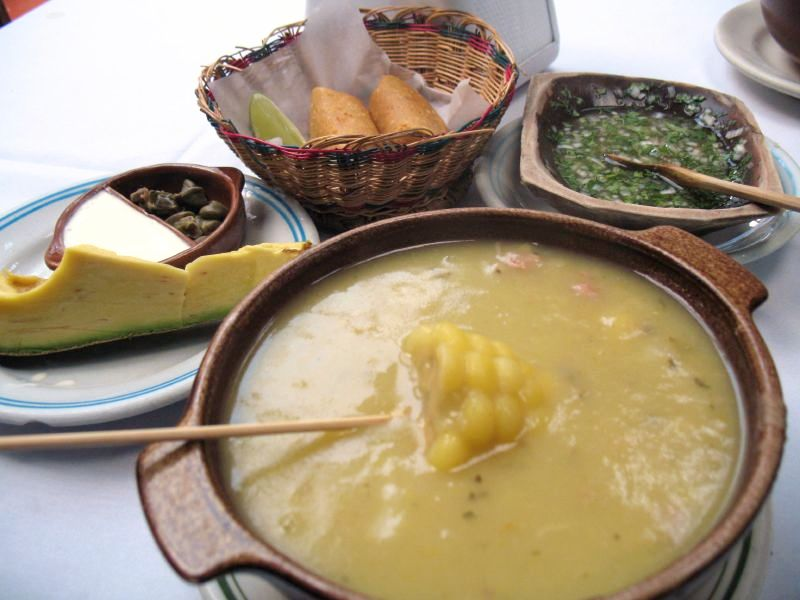
Ajiaco
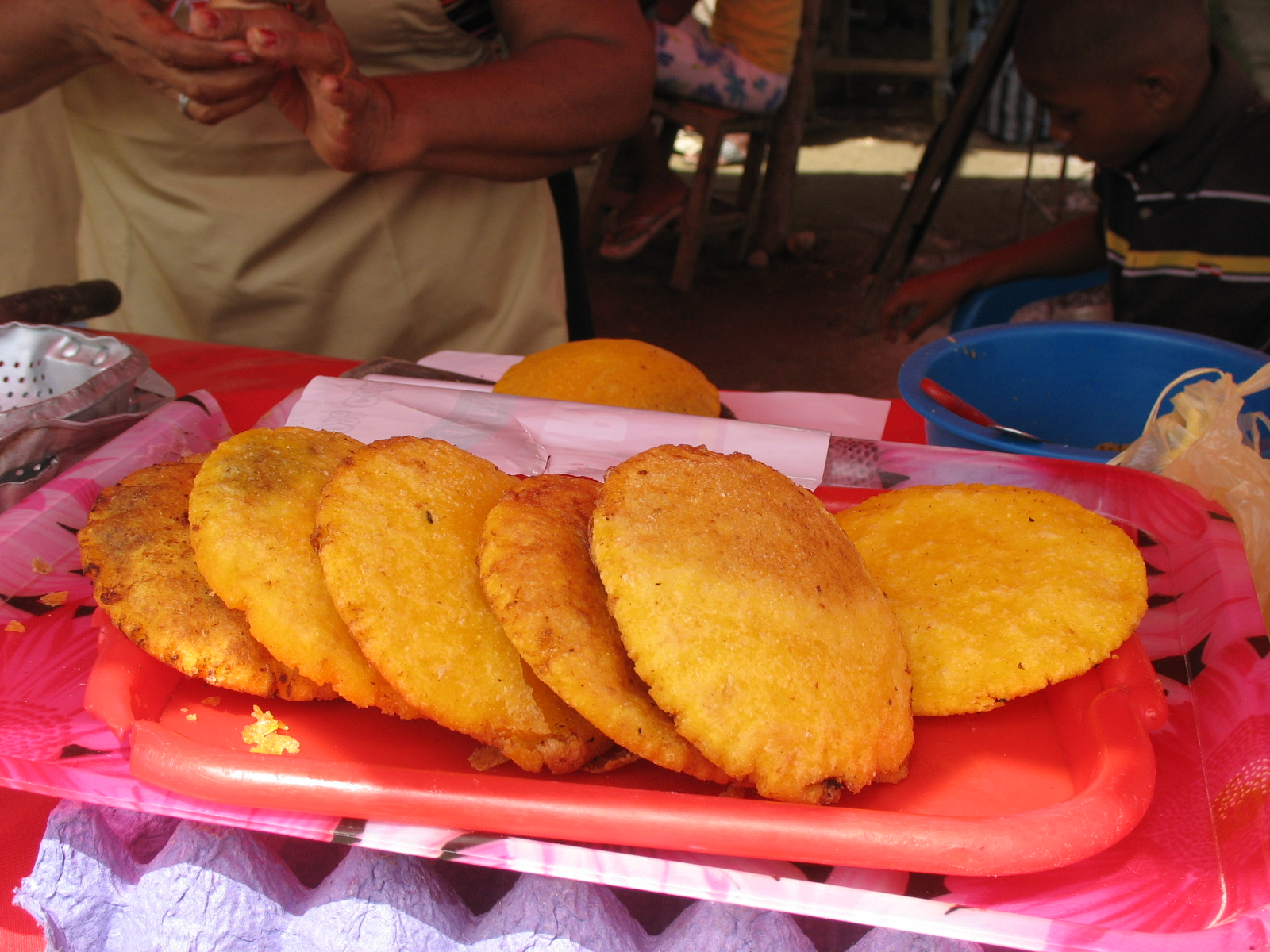
Arepas de huevo (Arepas mit Ei)
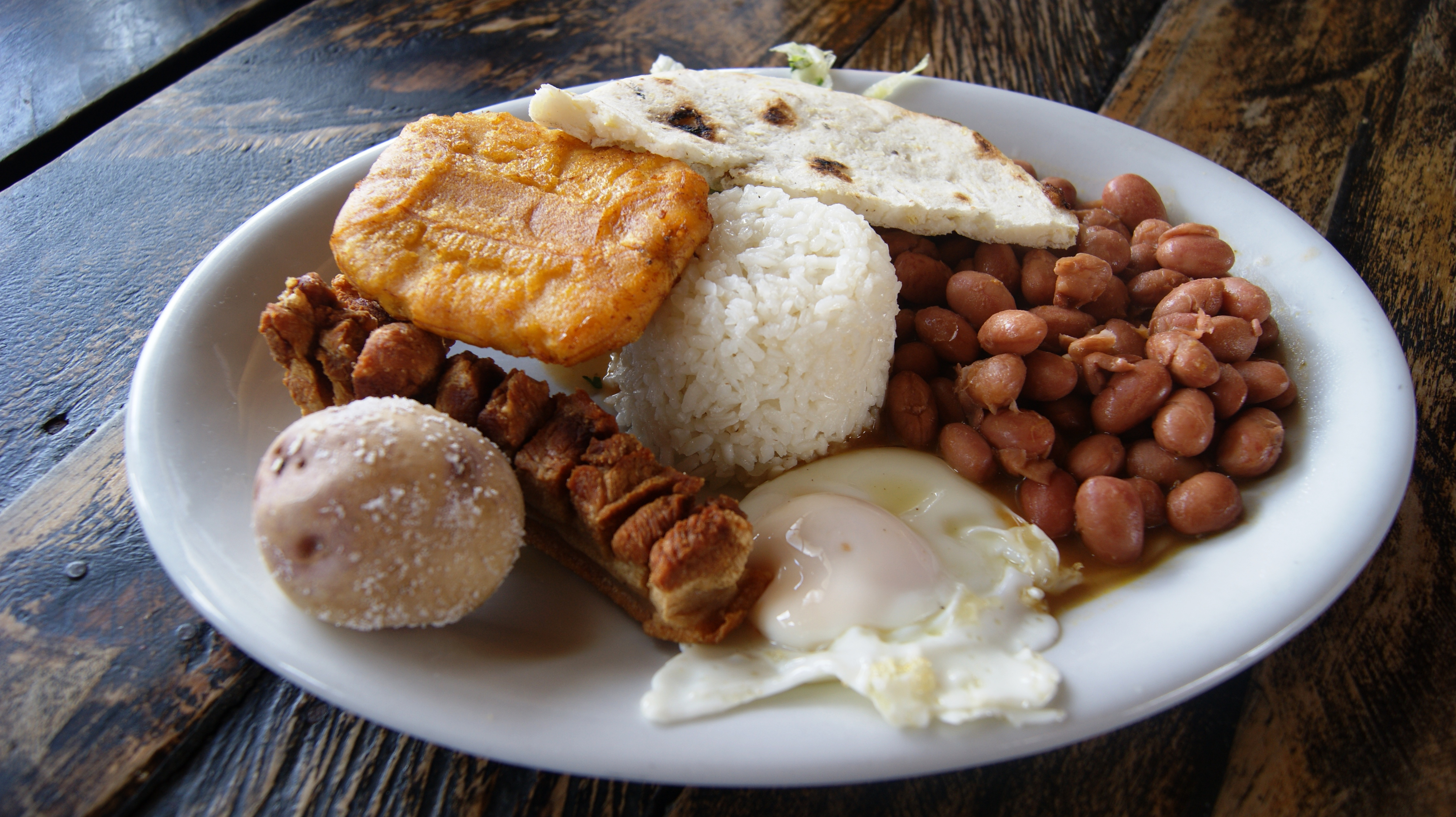
Bandeja paisa
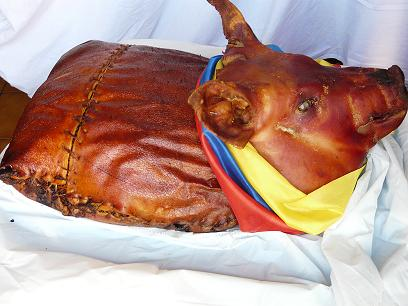
Lechona
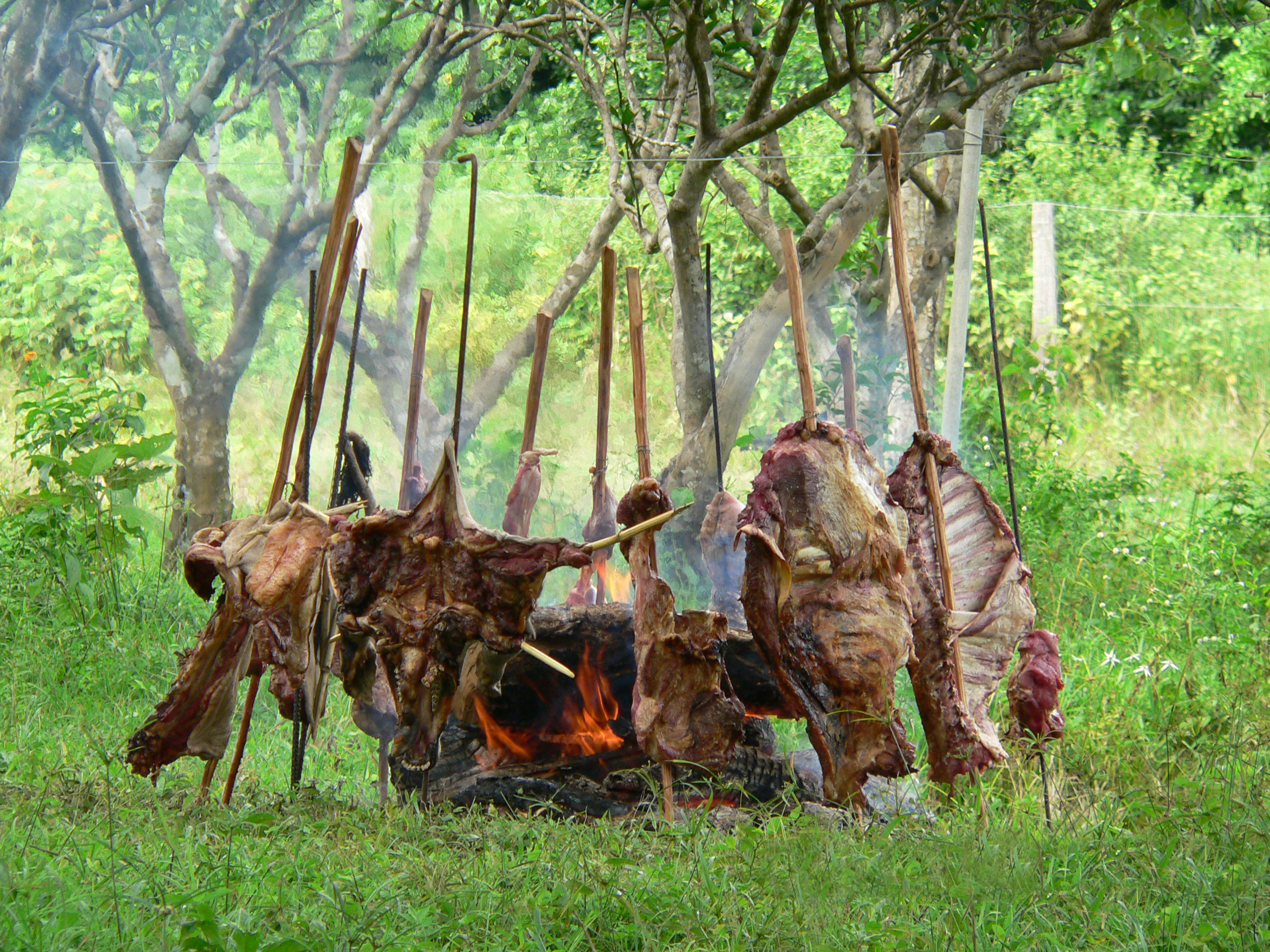
Ternera a la llanera

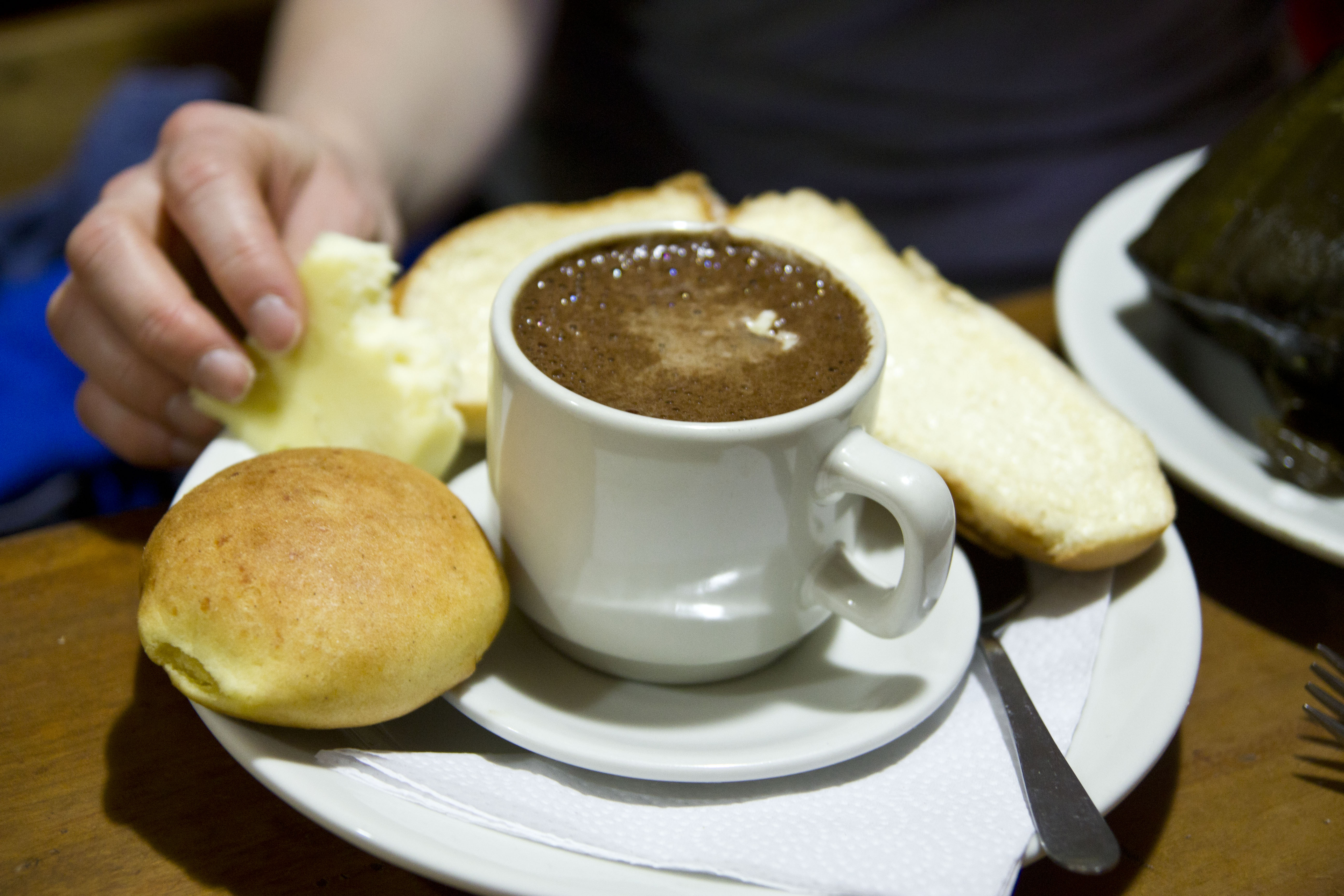
Aguapanela
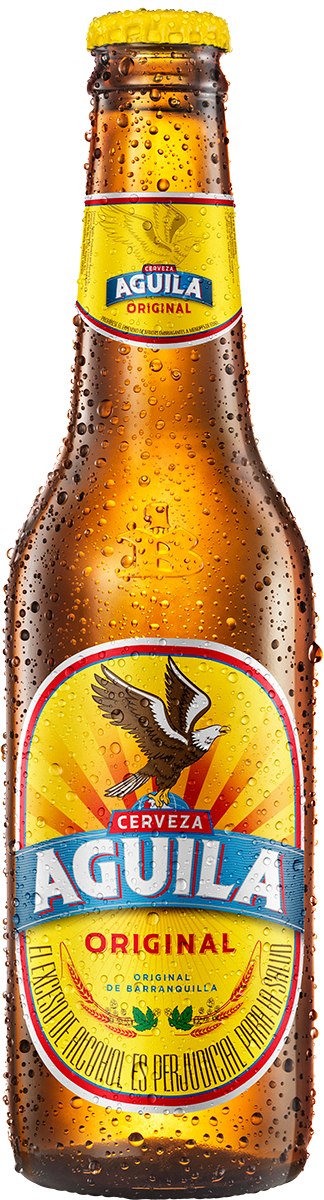
Bier der Marke Aguila
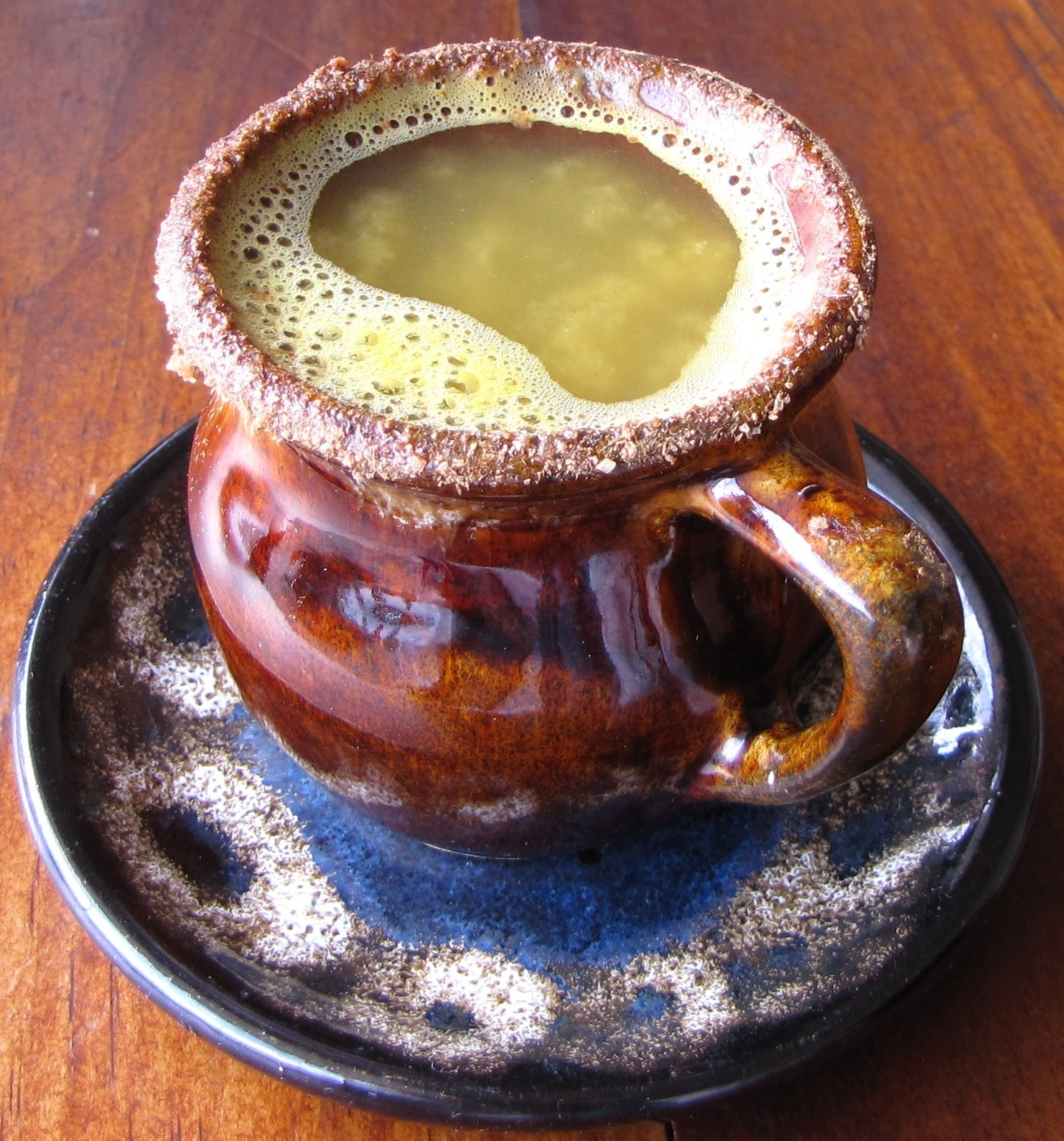
Canelazo
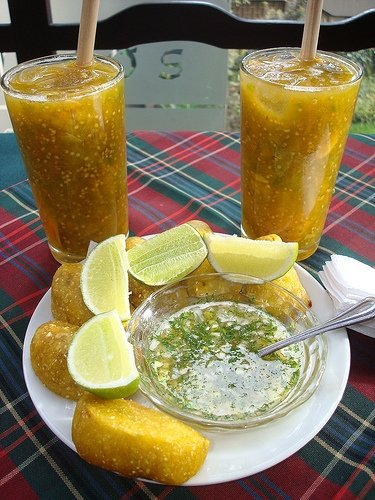
Champús
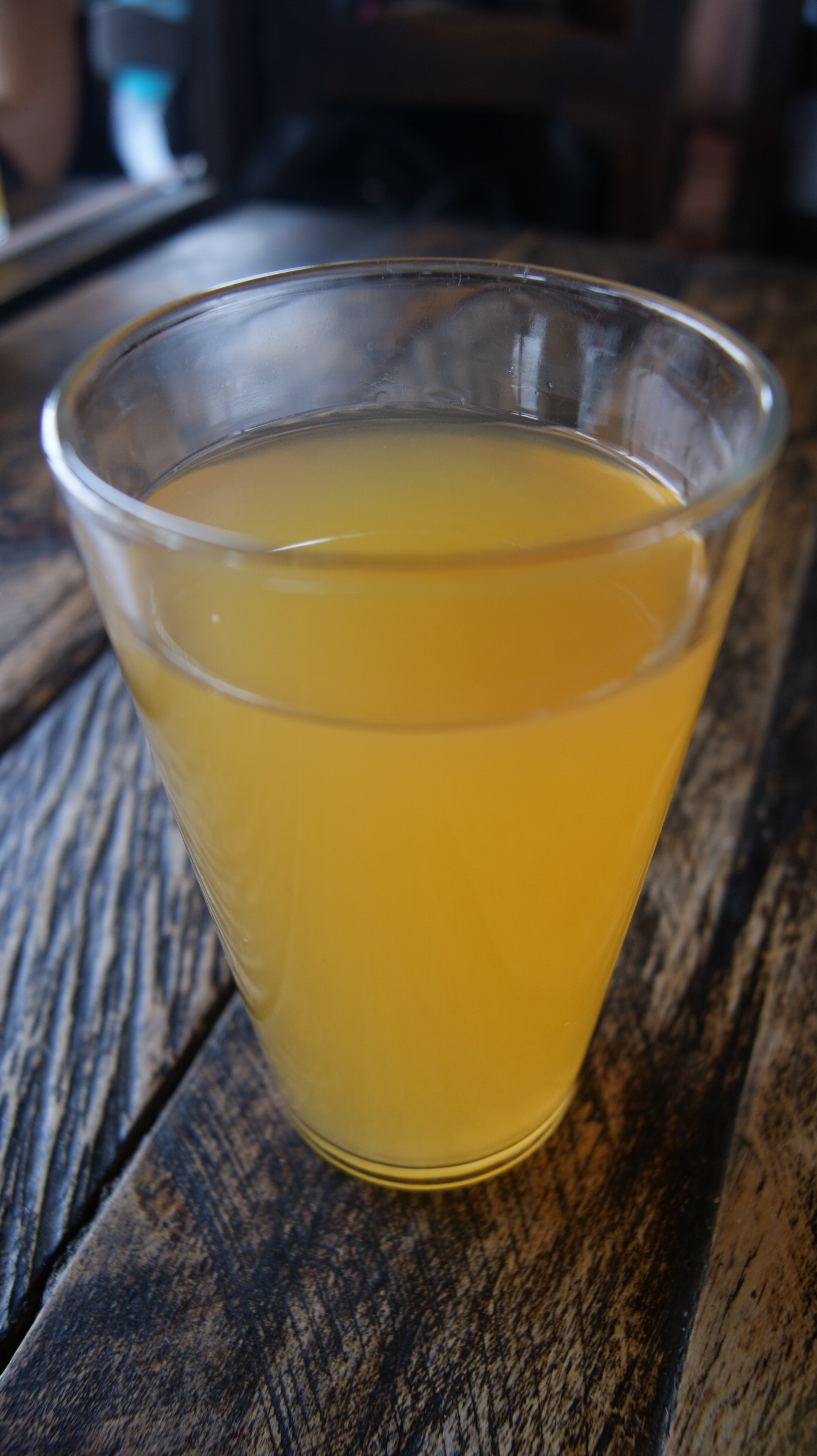
Guarapo